# Hoplotarache basialba
Hoplotarache basialba är en fjärilsart som beskrevs av Embrik Strand 1917. Hoplotarache basialba ingår i släktet Hoplotarache och familjen nattflyn. Inga underarter finns listade i Catalogue of Life.